# Osamu Yamaji
Osamu Yamaji, född 31 augusti 1929 i Japan, död 26 januari 2021, var en japansk fotbollsspelare.